# 히라르도타

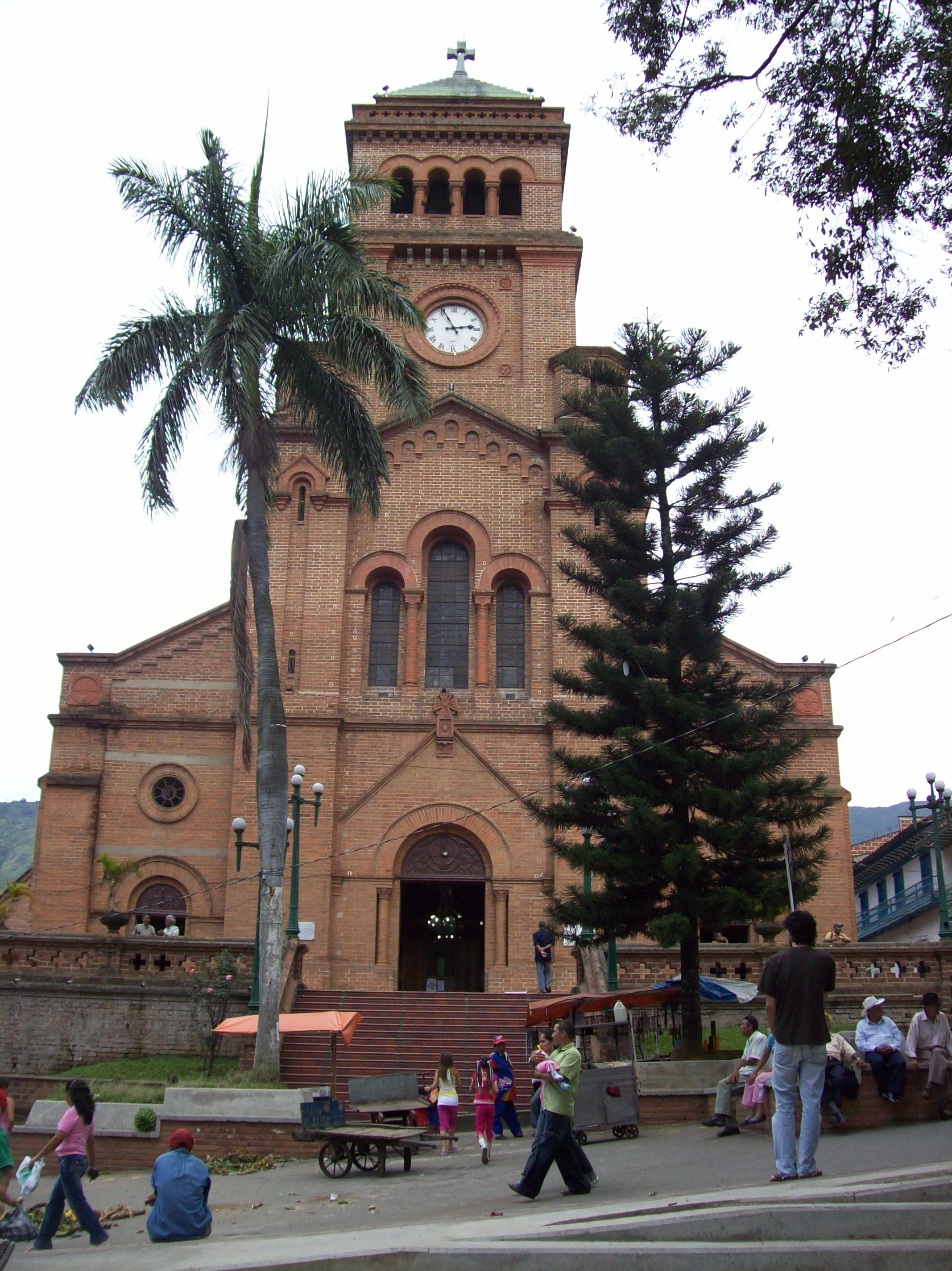
히라르도타

히라르도타(스페인어: Girardota)는 콜롬비아 안티오키아주의 도시로 면적은 78km2, 높이는 1,426m, 인구는 50,573명(2012년 기준)이다. 1620년에 설립되었다. 메데인에서 북동쪽으로 약 13km 정도 떨어진 곳에 위치한다.

시기
시 문장